# Tuckerklasse
De torpedobootjagers van de Tuckerklasse werden gebouwd door de scheepswerven Fore River Shipbuilding Company en Bath Iron Works voor de Amerikaanse marine. De schepen kwamen tussen 1915 en 1916 in dienst en dienden in de Eerste Wereldoorlog. De schepen van de Tuckerklasse waren vergelijkbaar met de schepen van de O'Brienklasse, zo hadden beide klassen dezelfde 53,3 cm torpedobuizen.
De Jacob Jones, een schip van deze klasse, was de eerste Amerikaanse torpedobootjager die tot zinken werd gebracht door een vijandelijke actie. De overige schepen, met uitzondering van de Wadsworth, werden overgedragen aan de Amerikaanse kustwacht als onderdeel van de Rum Patrol. In 1936 waren alle schepen verkocht als schroot.

## Schepen
- USS Tucker (DD-57)
- USS Conyngham (DD-58)
- USS Porter (DD-59)
- USS Wadsworth (DD-60)
- USS Jacob Jones (DD-61)
- USS Wainwright (DD-62)